# Faildergdoid
Faildergdoid – legendarny zwierzchni król Irlandii z dynastii Milezjan (linia Emera) w latach 723-714 p.n.e. Syn i następca Muinemona, zwierzchniego króla Irlandii. 
Imię Faildergdoid powstało z połączenia trzech irlandzkich słów: pierścień (fail), czerwony (dearg) oraz ręka lub dłoń (dóid). Oznacza więc „Pierścień czerwonej ręki”. Od wielu lat doszło do spokojnej zmiany na tronie irlandzkim. Faildergdoid objął tron po śmierci ojca, który zmarł w wyniku zarazy w Magh-Aidhne na terenie Connachtu. Legendy mówią, że za jego panowania zaczęto nosić złote pierścienie na rękach wodzów irlandzkich. Są rozbieżności, co do lat jego panowania oraz rodzaju śmierci. Roczniki Czterech Mistrzów podały, że po dziesięciu latach rządów został pokonany i zabity w bitwie pod Teamhair z ręki Ollama Fodly, syna arcykróla Fiachy II Finscothacha. Lebor Gabála Érenn („Księga najazdów Irlandii”) zaś podała, że zginął z ręki Sirny Saerglacha, prawnuka arcykróla Roithechtaigha I mac Maen. Po śmierci Failddergdoida władzę nad Irlandią objął Ollam Fodla. Ten w ten sposób zemścił się za śmierć swego ojca z ręki Muinemona. Faildergdoid, syn Muinemona, pozostawił po sobie syna Cas Cedchaingnecha. Ten zaś miał syna Failbe’a, dziadka Roithechtaigha II mac Roan, przyszłego zwierzchniego króla Irlandii.